# 페란도 2세
페란도 2세(스페인어: Fernando II de Aragón y V Castilla la "el Católico", 아라곤어: Ferrando II d'Aragón y V de Castiella "o Catolico", 카탈루냐어: Ferran II d'Aragó i de V Castella "el Catòlic", 바스크어: Errando II.a Aragoikoa eta V.a Gaztelako "Katolikoa", 1452년 3월 10일 ~ 1516년 1월 23일)는 1468년부터 시칠리아의 군주 피르디난누 2세, 1479년부터 사망할때까지의 아라곤의 군주이다. 별명은 카톨릭왕. 이사벨 1세와의 혼인으로, 1474년부터 그녀가 사망한 1504년까지 카스티야의 군주 페르난도 5세이기도 하다. 그는 1508년부터 그가 사망할때까지 딸이자 후계자인 후아나 1세의 카스티야 섭정으로 인정받기도 했다. 프랑스와의 전쟁이 끝난 후인 1504년에는 나폴리의 군주 페르디난도 3세가 되었고, 시칠리아와 나폴리가 다시 통합되었고 이는 1458년 이래로 처음이었다. 1512년 정복을 통해 나바라의 군주가 됐다.
페르난도 2세는 오늘날 신대륙 탐험을 주선한 것으로 잘 알려졌으며, 심지어 그와 이사벨은 1492년 크리스토퍼 콜럼버스의 1차 항해를 후원하기도 했다. 그 해에 또한 그라나다 토후국과의 마지막 전쟁을 벌여, 이베리아 반도에 있는 최후의 이슬람 국가를 무너트리고, 수 세기 동안 지속된 레콩키스타를 완료해냈다.

## 생애

### 지위와 권력 획득
페란도는 아라곤 왕국 소스델레이카톨리코의 사다 궁전에서 추안 2세와 그의 둘째 부인 후아나 엔리케스의 아들로 태어났다. 조부 페란도 1세의 이름을 이어받았다. 그는 카스티야의 군주 엔리케 4세의 이복 자매이자 후계자인 인판타 마리아와 1469년 10월 19일 카스티야 레온 왕국 바야돌리드에서 혼인했다. 이사벨은 트라스타마라 종가의 문주였으며 페란도는 조부 페란도 1세가 카스티야 연합왕국의 왕 후안 1세의 막내아들이었으므로 트라스타마라가의 방계였다. 즉, 이 둘은 육촌간이었다. 그들은 대등한 사이(Tanto monta)라는 모토 아래에서 권력을 공유한다는 완벽한 부부재산계약을 가지고 혼인했다. 그는 1474년에 이사벨가 사망한의 이복 형제의 뒤를 이어 카스티야의 여왕으로 즉위하면서 카스티야의 명예왕(jure uxoris)이 됐다. 두 젊은 군주 부부는 엔리케 4세의 딸이라고 알려진 후아나 라 벨트라네하와의 내전에 들어가, 신속하게 종료시켰다. 페르난도가 1479년에 아라곤의 군주라는 아버지의 뒤를 이으면서, 카스티야 왕국과 아라곤 왕국의 여러 영토들은 동군연합이 됐다. 8세기 이래로 처음인 이 동군 연합은 히스파니아라는 옛 명칭에서 뿌리를 둔 에스파냐(스페인)라고 칭해지는 단일 정치 단위를 형성했다. 여러 지역들이 단일 단위로서 관리되지 않고, 같은 군주를 두는 분리된 정치 단위였다(아라곤과 카스티야의 스페인으로의 법적 통합은 1707년-1715년 펠리페 5세 재위 시기에 이뤄진다).

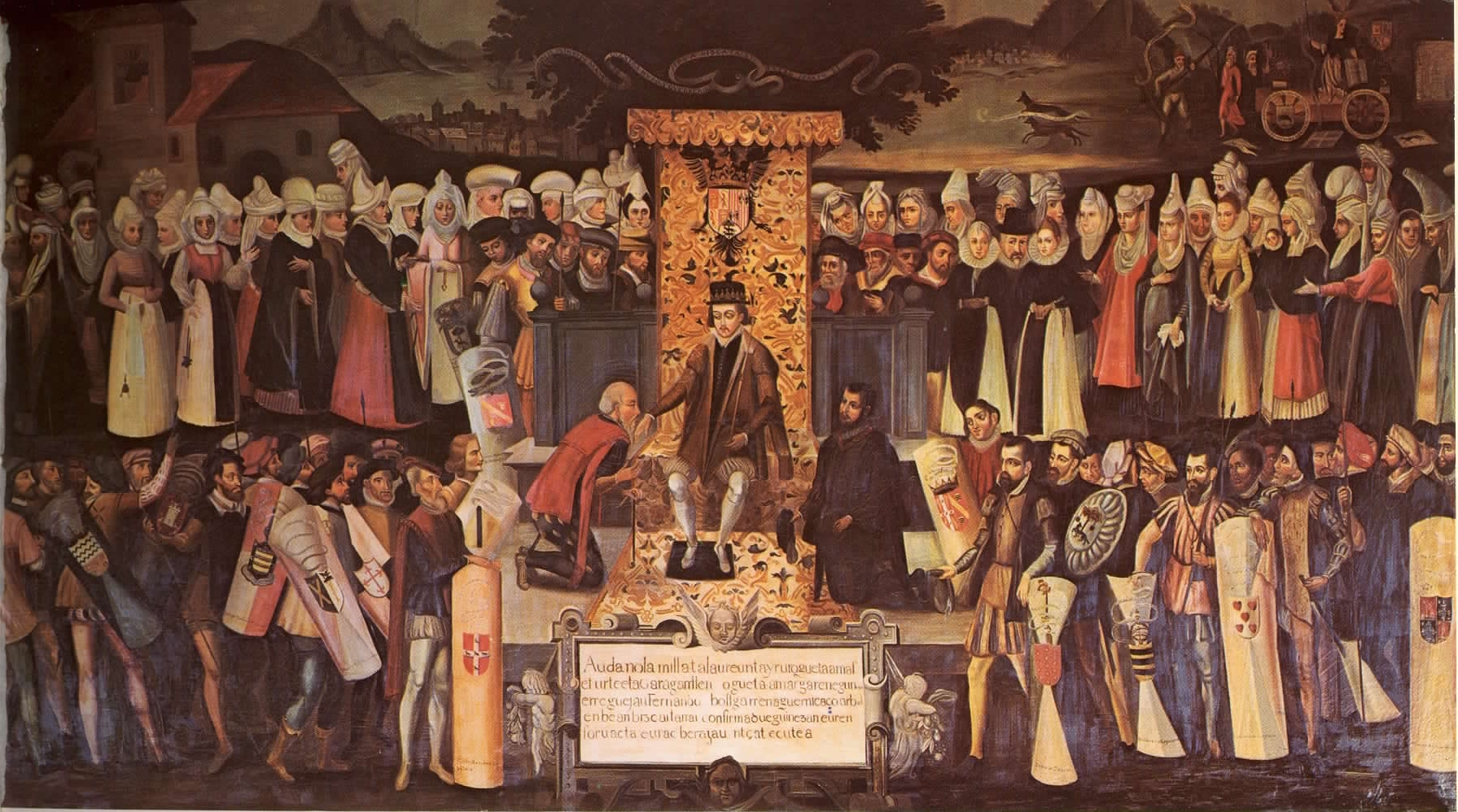
1476년 게르니카의 비스카야 영주에게 자치법을 내려주는 가톨릭 왕 페르난도

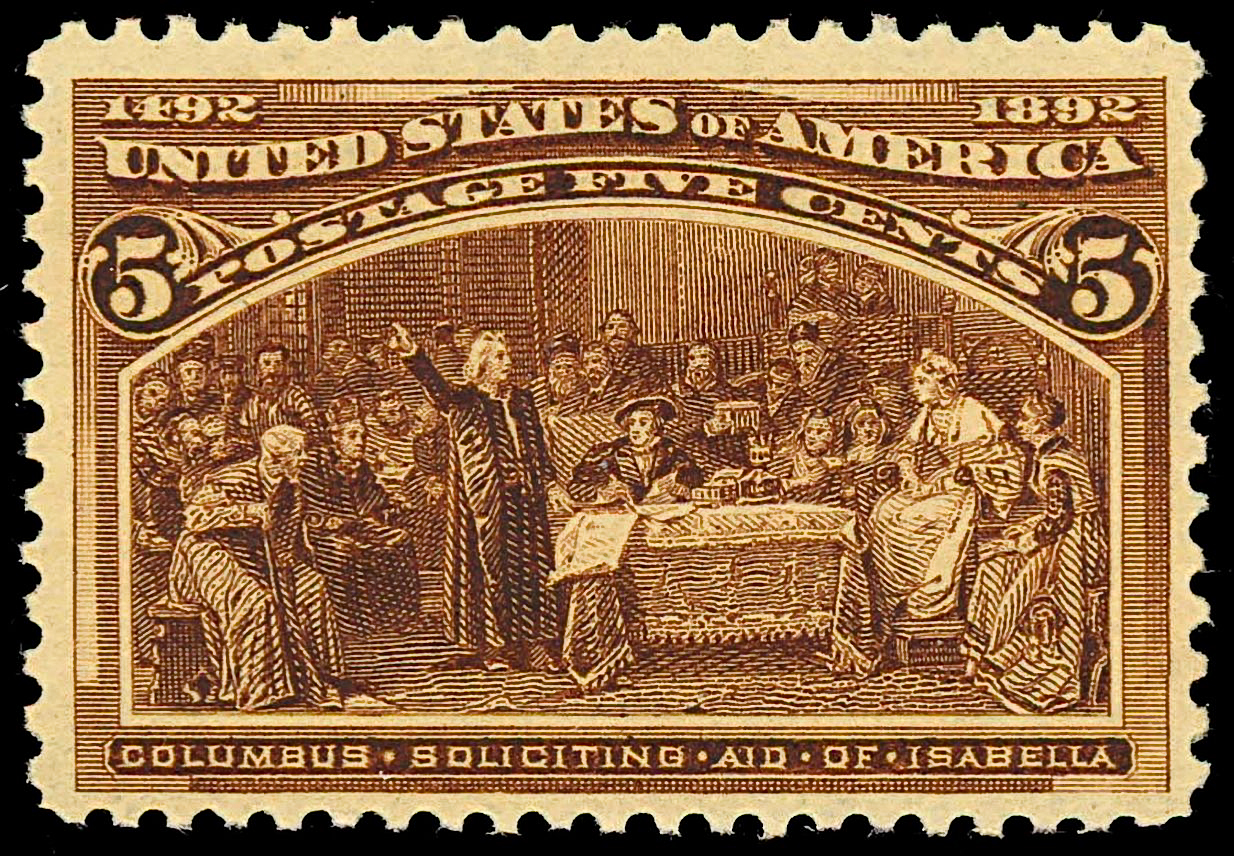
이사벨과 페르난도에게 지원을 간청하는 콜럼버스.

이사벨과 페르난도의 공동 통치 첫 해에 이베리아 반도에 남아있던 마지막 알안달루스 이슬람 국가인 그라나다 토후국 (무어계 그라나다 왕국)의 나스르 가에 대한 정복을 시작하여, 1492년에 완료해냈다.
레콩키스타 완료가 그 해에 이사벨과 그가 행한 유일한 중요 행위는 아니었다. 1492년 3월, 두 부부는 모든 유대인들에게 세례를 받고 기독교로 개종하거나 나라를 떠날 것을 명령한 알람브라 칙령이라고도 불리는 유대인 추방 포고령을 발효했다. 이에 따라 무데하르 무어인들(이슬람교도)과 콘베르소 마라노 유대인들은 잔류하였지만, 카스티야와 아라곤의 개종하지 않은 유대인들은 모두 추방당했다(대부분의 유대인들은 개종하거나 북아프리카의 이슬람 국가들이나 오스만 투르크 제국으로 이주했다). 또한 1492년은 두 군주 부부가 크리스토퍼 콜럼버스에게 아시아 대륙으로 향하는 서쪽으로의 항로를 찾으라 의뢰한 해이기도 하며, 아메리카 대륙에 스페인의 도착이라는 결과를 이루었다.
1494년, 토르데시야스 조약은 정복과 식민지 목적으로 유럽 너머 포르투갈과 카스티야 (스페인) 사이의 전 세계를 나누었다.-대서양 아래로 그려진 남북 라인을 통해서

### 강제 개종
페르난도는 1502년에 1492년 알함브라 칙령으로 무데하르 이슬람교도들에게 부여된 완전한 종교적 자유를 묵살하고 위반하였다. 페르난도는 카스티야와 아라곤의 모든 이슬람교도들에게 가톨릭으로 개종을 한 콘베르소 모리스코가 되거나 추방하도록 했다. 무어식 건축 양식을 할줄 알던 무데하르 장인들 같은 일부 이슬람교도들은 잔류했다. 이는 스페인의 콘베르소 마라노 유대인들에게 행한 스페인 종교재판관들의 연습 과정이기도 했다. 스페인 종교재판의 배후의 핵심자는 아이러니하게도 콘베르소의 유산이기도 한 페르난도 2세였다(그가 파드리케의 정부의 증손자라는 것에 불만스러워 했을지 모른다).
페르난도는 그라나다에 남겨진 수천 권의 아랍어 필산본들을 태워 없애버렸다.

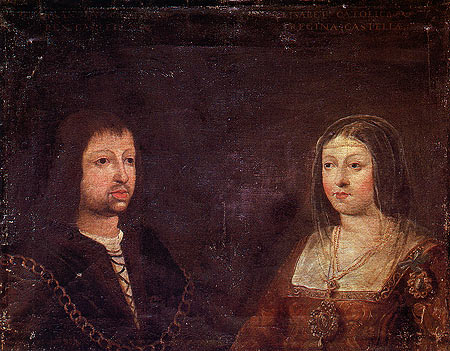
아라곤의 페르난도 2세와 카스티야의 이사벨의 결혼식 초상화.

페르난도의 생애 말년은 소위 이탈리아 전쟁이라 불리는 이탈리아의 주도권을 두고 프랑스 왕들과의 연속된 분쟁이었다. 1494년 샤를 8세는 이탈리아를 침공하여 페르난도의 5촌인 알폰소 2세를 나폴리의 왕위에서 몰아냈다. 페르난도는 이탈리아의 여러 공작들, 신성 로마 제국 황제 막시밀리안 1세와 함께 1496년에 프랑스를 몰아내고 알폰소의 아들인 페르디난도를 나폴리의 왕으로 세웠다. 1501년 페르디난도 2세가 사망하고 그의 숙부인 페데리코 1세가 왕위에 오르자, 페르난도는 밀라노 공국에 대한 소유권을 완전하게 행사하던 샤를 8세의 후임인 루이 12세와 나폴리 왕국을 분할하여 캄파니아와 아브루치는 프랑스가, 풀리아와 칼라브리아는 페르난도가 갖기로 합의하였다. 이 합의는 몇년이 흐른 뒤 무효화가 되었고, 페르난도의 최고 사령관 곤살로 페르난데스 데 코르도바가 프랑스에게서 나폴리를 점령하며, 1504년에 마침내 나폴리 왕국을 차지하였다.
| “ | "프랑스의 왕은 내가 그를 두 차례나 속였다고 불평을 한다. 그는 어리석은 자에다가 거짓말을 한다. 나는 그를 10 차례 이상이나 속였다." --가톨릭 왕 페르난도. | ” |

### 이사벨 사후
1504년 이사벨이 사망한 후, 그녀의 왕국은 그들의 딸인 후아나 1세에게 상속됐다. 페르난도는 딸이 남편인 펠리페 1세가 다스리던 네덜란드에서 부재중 일 때 그녀의 섭정을 맡기도 했다. 페르난도는 영구적인 섭정직을 얻으려 했으나, 카스티야 귀족들이 반대하여 후아나의 남편 펠리페 1세로 대체됐다. 1506년에 펠리페 사망으로 정신 상태가 불안정한 후아나, 당시 고작 6세인 그들의 아들이자 미래의 카를 5세가 남겨지자, 페르난도는 섭정을 맡아, 카스티야 왕국의 최고 고문 프란시스코 히메네스 데 키스네로스를 통해 통치를 하였다. 카를로스 1세(나중에 신성 로마 제국의 황제 카를 5세과 되는)는 페르난도의 사망하고 나서 1516년에 어머니인 후아나의 이름으로 아라곤 왕국의 왕이 되었다.
페르난도는 펠리페 1세의 정책과 이질적인 문화를 좋게 여기지 않았다. 페르난도는 레오노르 1세 데 나바라의 이복 자매의 손녀이자 루이 12세의 조카인 제르멘 드 푸아와 1505년 10월 19일 프랑스 왕국 블루아에서 재혼하였다. 아라곤의 새로운 상속인을 카스티야에서 분리하려는 그의 희망은 실현되지 않았다. 이는 그의 사위 펠리페 1세가 거부하였고, 그의 손자인 카를로스 1세가 아라곤의 왕위와 통치권을 상속하였다. 페르난도의 아들 히로나 공작 후안이 1509년 5월 3일에 태어났으나 몇 시간 만에 사망하고 말았다. 후안은 카스티야 왕국 바야돌리드의 성 바울 수녀원에 묻혔다가 아라곤 군주들의 전통적인 매장소인 아라곤 왕국 카탈루냐 빔보디이포블레트의 포블레트 수도원으로 이장되었다.

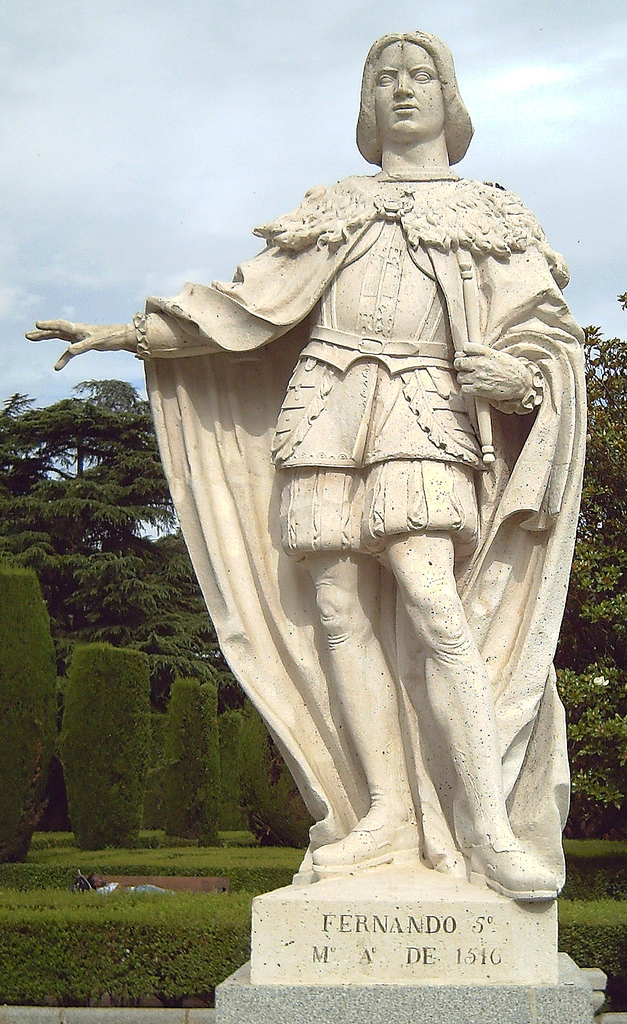
마드리드 사바티니 정원에 있는 페르난도의 조각상.

페르난도는 또한 세르베라의 알돈사 루이스 데 이보레 이 알레마니(Aldonza Ruiz de Iborre y Alemany)라는 정부에게서 자녀를 가졌었다. 그는 사라고사 대주교가 되는 알론소 데 아라곤 (1469년 생)이라는 아들과 제1대 페리아스 공작 베르나르디노 페르난데스 데 벨라스코와 혼인하는 딸 후아나 (1471년 생)이라는 딸을 두었다.
16세기 그의 아들 알론소 데 아라곤은 페르난도가 쓴 400여개가 넘는 문건들을 페르난도의 궁전에서 비밀리에 연구했었다. 이 문건들은 페르난도가 정권에 대한 전반적인 전망, 카스티야와 아라곤의 왕으로서 생애 행한 모든 결정들에 뒤에 숨겨진 그의 진정한 목표등을 설명했다. 또한 이 자료들을 통해서, 페르난도가 "매우 복잡한 결정 과정에서 그는 다른 일들이 그의 판단을 흐리게 않도록, 상황의 진정한 문제에 집중하기 위해 스스로 눈을 가렸다."
1508년에 이탈리아에서 전쟁이 다시 발발했는데, 이 시기에 여기에는 캉브레 동맹이라는 것을 조직하여 참여한 루이 12세, 페르난도 2세, 막시말리안 황제, 교황 율리오 2세등이 포함된 모든 세력들이 이탈리아 반도에서 저마다의 관심을 두고 베네치아 공화국에 맞섰다. 프랑스가 아냐델로 전투에서 베네치아를 상대로 승리를 거뒀음에도, 교황과 페르난도 2세가 프랑스의 의도를 의심하게 되면서 캉브레 동맹을 해체됐다. 대신 루이 12세와 프랑스에 맞선 모든 세력들이 참여한 "신성 동맹"이 이를 대신했다.
남미에서 금은을 실은 수송선들이 북아프리카 해적들에게 지중해에서 약탈당하는 일이 발생하곤 하였다. 이에 따라 해적들의 거점인 북아프리카 정벌을 추진하였다. 페드로 나바라를 사령관으로 임명하여 1509년에 메르스엘케비르, 베자이아, 오랑을 점령하였고 1510년과 1512년에는 알제, 튀니스를 정복하였다.
1511년 11월 페르난도 2세와 그의 사위 헨리 8세는 1512년 7월에 벌어진 카스티야의 나바라 침공에 앞서 나바라와 프랑스에 맞서 상호간에 지원을 하기로 약속한 웨스트민스터 조약을 체결했다. 1492년 그라나다를 정복한 후, 그는 베아른과 서부 가스코뉴, 피레네 일대의 상당한 영주이기도 했던 카탈리나 데 푸아 여왕과 장 3세 달브레 명예왕이 통치한 바스크 왕국의 왕위를 차지하기 위해 움직였다. 페르난도는 나바라를 아라곤의 왕위에 합병시켰지만, 카스티야 귀족들의 압박으로 카스티야 왕위에 넘기게 되었다. 신성 동맹은 이탈리아에서 대체적으로 성공을 거뒀고 밀라노에서 프랑스를 몰아내며 1513년 강화 조약을 치루면서 스포르차 가의 공작들을 복귀시켰다. 그러나 프랑스는 2년 뒤에 밀라노를 재정복해냈다.
페르난도는 1516년 1월 23일 카스티야 왕국 에스트레마두라 지방의 마드리갈레호에서 사망했다. 그는 그라나다의 왕실 예배당에 안치되었다. 이사벨 여왕과 후아나 1세, 사위인 펠리페 1세도 그곳에서 나란히 묻혔다.

### 유산과 상속

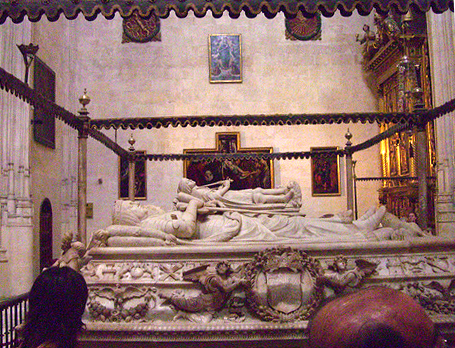

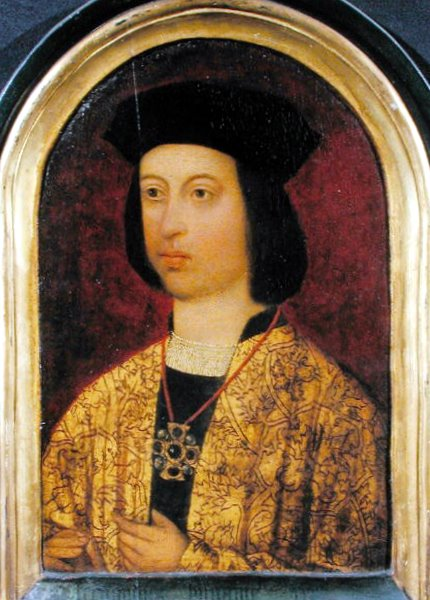
이름 미상의 화가가 그린 페르난도. (1520년 무렵 작품)

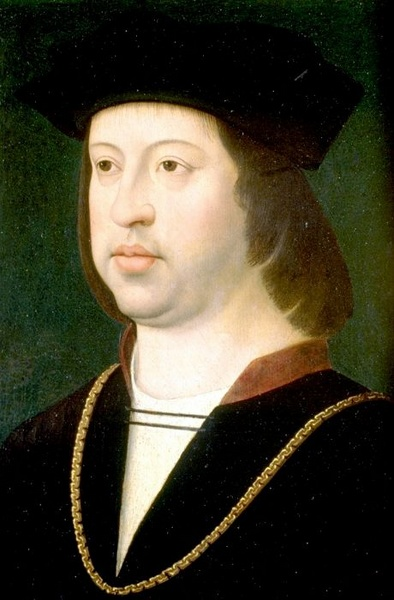
"Meister der Magdalenen-Legende"가 그린 가톨릭 왕 페르난도.

페르난도와 이사벨은 동등한 조건 하에서 극도로 효율적인 통치권을 확립했다. 그들은 그들의 결혼 조건을 정하기 위해 혼전 합의서를 활용했다. 그들의 통치 기간에 그들은 평등이라는 공동의 모토에 준거하여 효과적으로 서로를 지원했다: "Tanto monta (또는 monta tanto), Isabel como Fernando", ("이사벨과 페르난도, 그들은 동등하다"). 이사벨과 페르난도의 업적들은 주목할만한데: 스페인을 통일 또는 그 이전 보다는 더 단결시켜냈고, 최소한 명의상으로는 왕권을 강화시켜냈으며, 레콩키스타를 성공적으로 완료하며 150년간 가장 우세한 군사 기구의 토대가 마련시켜냈고, 법률 체계를 만들어 냈으며, 교회 또한 개혁시켜냈다. 아메리카 대륙으로의 진출로 인한 이익을 제외하더라도, 스페인은 유럽의 주요 세력이 되었을 것이다. 콜럼버스의 탐험은 최초의 근대적인 세계 강국을 위한 방향을 마련해냈다.
페르난도와 이사벨 통치 기간, 스페인은 포르투갈, 합스부르크 가, 부르고뉴들과 혼인을 통한 동맹을 추구했다. 그들의 장녀 이사벨을 포르투갈의 아폰수에게, 그들의 장자 후안을 오스트리아의 마르가레테와 혼인시켰다. 하지만 이들과 이사벨의 사망으로 바뀌게 된 상속 계획은 페르난도가 카스티야의 통치권을 그의 차녀인 후아나의 남편 합스부르크 가의 펠리페에게 넘겨주게 했다.
1502년, 아라곤 왕국을 구성하는 발렌시아 왕국, 바르셀로나의 카탈루냐 공작령등 아라곤 의회의 인사들이 차기 후계자인 후아나 1세에게 충성을 맹세하기 위해 사라고사에 모였으나, 사라고사 대주교인 알론소 데 아라곤은 이 서약이 효력이 없으나 왕과 의회에 의한 공식적인 법률로만 바꿀 수 있는 계승법을 바꾸지 않아도 된다고 설명했다. 그리하여 1516년 1월 23일 페르난도가 사망하자 그의 딸인 후아나가 아라곤 왕국을 상속했으며, 그의 손자인 카를로스 1세는 총독 (섭정)이 되었다. 그럼에도 불구하고 플랑드르인들은 카를로스가 왕위를 맡길 바랬고, 이를 그의 친할아버지인 신성 로마 제국 황제 막시밀리안 1세와 교황 레오 10세가 지지하였다. 따라서 1516년 3월 14일에 페르난도의 장례가 치러진 후 카를로스는 그의 어머니와 공동으로 카스티야와 아라곤의 왕으로 선포됐다. 카스티야 왕국의 섭정이던 히메네스 데 시스네로스 추기경도 이를 받아들였고, 카스티야와 아라곤의 의회도 그의 어머니와 아라곤의 공동의 왕으로서 그에게 경의를 표했다.
페르난도의 손자이자 후임인 카를로스 1세는 외가로부터 스페인의 영토(스페인+시칠리아+나폴리)를 상속받았다. 친가로부터는 합스부르크와 부르고뉴의 영지, 아메리카 대륙의 개척지등 많은 영지를 상속받았다. 이로써 유럽에서 가장 힘있는 통치자가 되었다.

## 자녀
가톨릭 왕 이사벨 1세와의 혼인 (1469년 10월 19일 혼인) 으로, 페르난도는 7명의 자녀를 두었다:
1. 이사벨 (1470년–1498년) - 아스투리아스 여공(1497년–1498년) : 그녀는 포르투갈 왕자 아폰수와 초혼을 했으나, 그가 사망한 후 그의 친척이자 장차 포르투갈의 왕위에 오른 마누엘 1세 왕자와 재혼했다. 그녀는 아들 미겔 다 파스를 낳던 도중 사망했고, 포르투갈과 스페인 왕실의 왕자이던 미겔은 유아기에 사망했다.
2. 1475년 5월 31일 세브레로스에서 유산한 아들
3. 후안 (1478–1497) - 아스투리아스 공(1478년–1497년). 그는 오스트리아의 마르게리타 (신성 로마 제국의 황제 막시밀리안 1세의 딸)와 혼인했다. 그는 결핵으로 사망했고 마르가리타 사이에서 가진 아이도 유산되었다.
4. 후아나 1세 (1479년–1555년) - 아스투리아스 여공(1500년–1504년), 카스티야 여왕 (1504년–1555년), 아라곤 여왕 (1516년–1555년) : 그녀는 펠리페 1세 (신성 로마 제국의 황제 막시밀리안 1세의 아들)와 혼인하였으며; 카를로스 1세 (신성 로마 제국의 황제로는 카를 5세라고도 알려짐)의 어머니이기도 하다. 페르난도는 그녀를 정신적으로 불안정하게 만들게 했고 아버지에 의해, 그 뒤에는 아들에 의해 50년 넘게 토르데시야스에서 감금됐다. 그녀의 손자인 펠리페 2세는 1556년 왕위에 올랐다.
5. 마리아 (1482년–1517년) : 그녀는 친언니 이사벨의 사망으로 홀아비가 된 포르투갈의 왕 마누엘 1세와 혼인하였으며, 주앙 3세와 추기경 왕 엔히크 1세의 어머니이다.
6. 유산한 딸로, 마리아의 쌍둥이 자매이다. 1482년 7월 1일 새벽에 태어났다.
7. 아라곤의 캐서린으로 더 알려진 카탈리나 - 잉글랜드의 왕비 (1485년–1536년) : 그녀는 잉글랜드의 왕 헨리 7세의 아들이자 후계자인 아서 튜더와 혼인을 했으나, 아서 왕자가 사망한 후에 그의 남동생인 요크 공작 헨리와 재혼하며, 헨리는 웨일즈 공작, 그후에는 왕 헨리 8세가 되었다. 이에 따라 그녀는 잉글랜드의 왕비가 되었고 잉글랜드의 여왕 메리 1세의 어머니이기도 했다.

둘째 부인 제르멘 드 푸아와의 혼인 (1505년 10월 19일 프랑스 왕국 블루아에서 혼인) 으로, 페르란도는 아들 한 명을 두었다:
- 히로나 공작 후안 - 1509년 5월 3일에 태어났으나 몇 시간 만에 사망했다.

그는 또한 몇몇 사생아들을 두기도 했는데, 그 중 두 명은 이사벨과 혼인 전에 태어났다:
세레베라 출신의 카탈루냐 귀족 여성 알돈사 루이스 데 이보레 이 알레마니(Aldonza Ruiz de Iborre y Alemany, a Catalan noblewoman of Cervera) 사이에서 아들 한 명을 두었다:
- 알론소 데 아라곤 (1469년 – 1520년) - 사라고사 대주교이자 아라곤의 총독.

호아나 니콜라우아(Joana Nicolaua) 사이에서:
- 후아나 데 아라곤(Juana de Aragón, 1469년 – 1522년 이전) - 그녀는 제1대 프리아스 공작 베르나르디노 페르난데스 데 벨라스코와 혼인했다.

토다 데 라레라(Toda de Larrea) 사이에서:
- 마리아 에스페란사 데 아라곤(María Esperanza de Aragón, ? – 1543년) - 산타마리아 라 레알 데 라스 우엘가스 수도원의 수녀원장.

베아트리스 데 페레이라(Beatriz de Pereira) 사이에서:
- 마리아 블랑카 데 아라곤(María Blanca de Aragón, ? – 1550년) - 마드리갈 데 라스 알타스 토레스의 수녀.

## 같이 보기
- 스페인 제국